# Kenneth Schmidt (football)
 (août 2025).
Pour les articles homonymes, voir Schmidt.
Kenneth Schmidt, né le 3 juin 2002 à Fribourg-en-Brisgau, est un footballeur international espoirs allemand qui évolue au poste de défenseur central au Hanovre 96, en prêt du SC Fribourg.

## Biographie

### Carrière en club
Né à Fribourg-en-Brisgau en Allemagne, Kenneth Schmidt est formé par le FC Emmendingen, avant de rejoindre en 2017 le SC Fribourg, où il commence sa carrière professionnelle en championnat d'Allemagne, signant son premier contrat professionnel en janvier 2023. 
Il joue son premier match avec l'équipe première du club le 16 mars 2023, lors du huitième de finale de Ligue Europa contre la Juventus.
Trois jours plus tard, il fait ses débuts en Bundesliga lors du match nul 1-1 contre le Mayence 05.

### Carrière en sélection
En mars 2023, Kenneth Schmidt est convoqué pour la première fois avec l'équipe d'Allemagne espoirs,. Il honore sa première sélection le 28 mars 2023, lors d'un match nul 0-0 en Roumanie, en amical,.